# Mechitarista rend

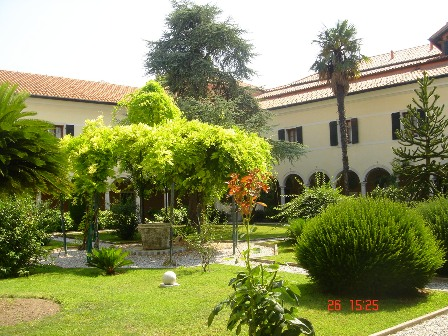
A mechitaristák főkolostora a Velencéhez közeli Szent Lázár-szigeten.

A mechitarista rend (latinul Ordo Mechitaristarum, O.Mech.) egy örmény katolikus férfi szerzetesrend. Tagjait mechitaristáknak (örményül: Մխիթարեան) (mechitáristák, mekhitaristák), vagy örmény bencéseknek, kelet bencéseinek, kelet jezsuitáinak is nevezik.

## A rend alapítása
A rendet Szebasztei Mechitár alapította 1701-ben, aki ráébredt, hogy csak ő képes az örmény népet kivezetni a tudatlanságból. Ekkor fogant meg benne egy tanító és papokat nevelő szerzetesrend eszméje. Városról városra járt, hogy fiatalokat toborozzon. Két tanítványával Gárinba ment, s a Vörös Kolostorban a Markar püspöktől kapott 15 növendéknek Nagy Szent Albert teológiáját tanította. Konstantinápolyban 1701. szeptember 8-án hirdette ki a mechitaristák alapítását 10 tanítványával. Ekkor már zajlottak a katolikus örmények elleni zavargások, így Mechitárnak is menekülnie kellett. A görögországi Methonban kaptak engedélyt a működésre. Sok nehézség után 1706-ban fejezték be a kolostor, 1708-ban a templom építését. Egy forrás szerint már 20 tagja volt a rendnek, amikor a Szentszéktől megérkezett a végleges megerősítés és Mechitár főapáti kinevezése.
Methont azonban ekkor már a törökök fenyegették, és Mechitár látta, hogy a kolostort egy napon el fogják pusztítani. 1715-ben csak néhány atya maradt Methon őrzésére, a többiek a menthető javakkal Velencébe menekültek. Mindent elölről kellett kezdeni. Methont hamarosan valóban lerohanták a törökök, a kolostort és templomokat lerombolták, a szerzeteseket elfogták, de később örmény kereskedők kiszabadították őket. A velencei tanács hosszas vita után 1717-ben adta a mechitaristáknak a várostól 3 km-re a kis San Lazzaro (Szent Lázár-) szigetet, amelyen csak egy korhadt ház és egy elhagyatott templom állt (valaha a leprások szigete volt, területe 7000 m²). Erre a földre is Kisboldogasszony napján léptek, az épületet hamar kijavították, lakószobákat rendeztek be, és újjáépítették a kis templomot. Nagy erővel láttak munkához. Később új, nagyobb házat építettek és fiatalokat kezdtek el nevelni.

## A rend további története
Mechitár 1749-ben hal meg, majd nem sokkal ezután, 1773-ban a mechitarista rend kettéválik. Így jön létre a velencei ág (Ordo Mechitaristarum Venetiarum, O.Mech.Ven.) és a bécsi ág (Ordo Mechitaristarum Vindobonensis, O.Mech.Vind.). Mindkét irányzat azonban megtartotta a kezdeti tevékenységi kört, azaz a liturgikus és örmény irodalmi művek kiadását.

### A velencei ág

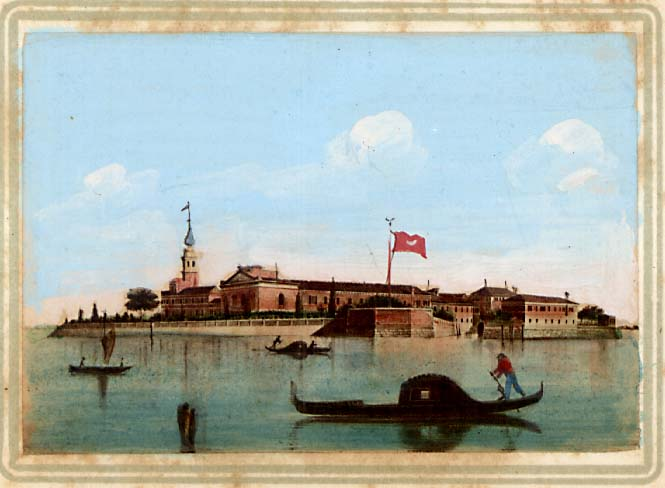
Szent Lázár-sziget, a mechitarista kolostorral és a templommal.

A mechitaristák 1833-ban az osztrák uralom alatt örök áron megvették a Szent Lázár-szigetet. Területét az eredetinek több mint négyszeresére, 30 ezer m²-re növelték. Akadémiájuk széles körű tudományos tevékenységének (például csillagászat, matematika, nyelvészet, bölcsészet) eredményeit publikálják a Pázmáveb folyóiratban. Központi szerepet töltenek be a diaszpóra nyelvoktatásában (nyári tanfolyamok). Iskoláik vannak Szíriában, Franciaországban és Argentínában. Velencei mechitarista volt Nerszesz Der Nerszeszján, aki 1991-ben Örményország, Grúzia és Oroszország kommunizmus utáni első örmény katolikus érseke is.

### A bécsi ág

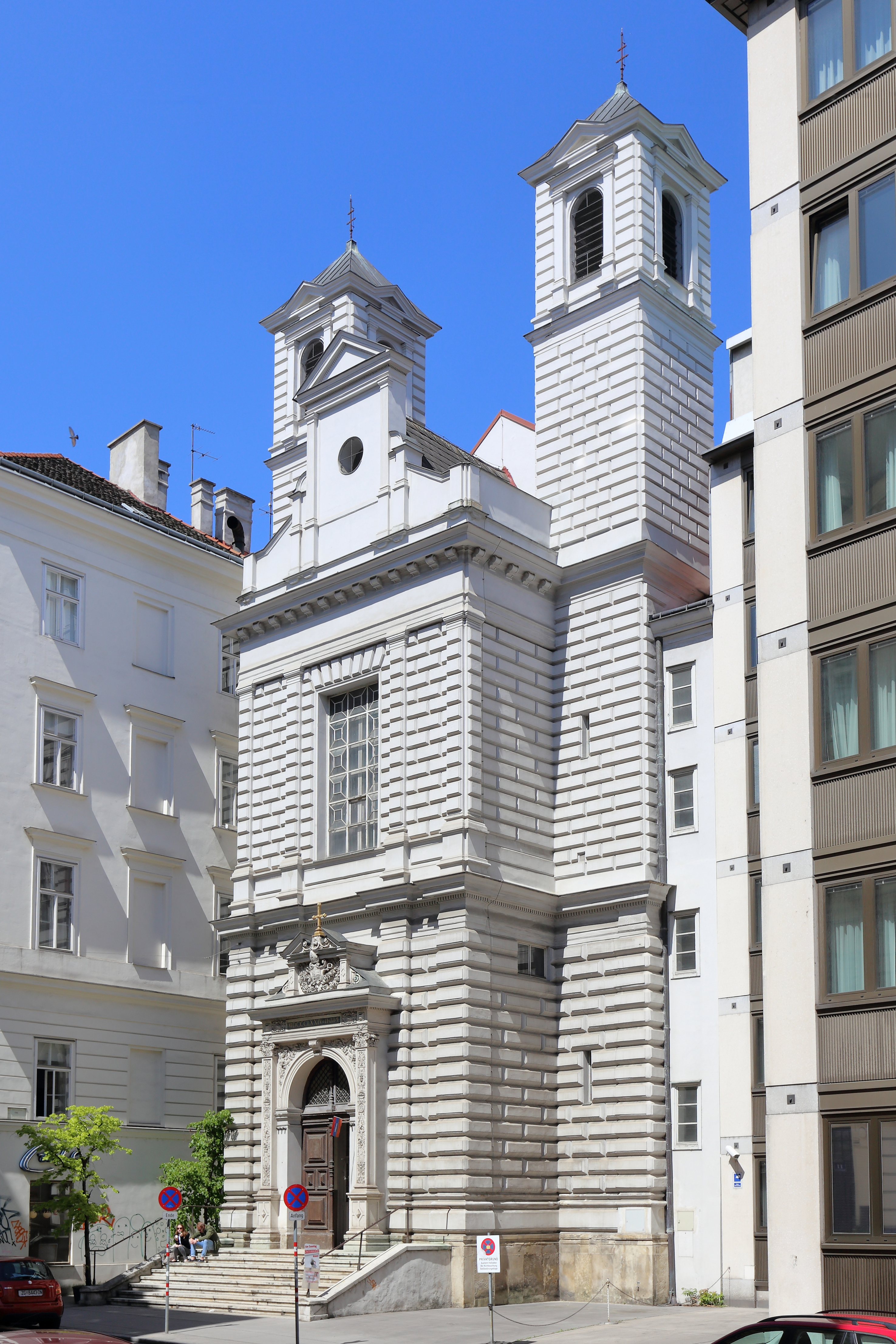
Mechitaristenkirche, mechitarista örmény katolikus templom Bécsben.

A mechitaristák bécsi ága 1773-ban alakult, mivel a szerzetesek egy része a rendi alkotmány körüli nézeteltérések miatt Bábig vezetése alatt elvált a velenceiektől és Triesztben telepedett meg, mint a mechitarista rend új ága. Napóleon 1809-ben mint Habsburg alattvalókat vagyonuktól megfosztotta és kiűzte őket, ezért 1810-ben Bécsben kerestek menedéket, ahová I. Ferenc császár (1806–1835) rendeletileg befogadta őket. Egy elhagyott kapucinus kolostorba költöztek (Bécs, VII. kerület; 1843 óta Mechitharistengasse). Ez a kolostor lassan az örmény diaszpóra kulturális kincsekben gazdag és befolyásos központjává vált. Könyvtára és múzeuma az örmény múlt lelki-szellemi gazdagságának tárháza. Missziós házakat működtetnek több nagy városban, például Budapesten is. 1979-ben Los Angelesben nyitnak gimnáziumot, amit 1998-ban Tujungába (Kalifornia) helyeznek át. 1990-től Bostonban vezetnek nyári iskolai táborokat. 2000-ben Isztambulban és Libanonban nyitnak iskolákat.
2000 júliusában a mechitaristák két ága ismét egyesült a velencei anyakolostor, Jeghia Dz. Khilaghöbján általános főapát irányítása alatt, és a bécsi mint első főkolostor működik tovább Boghosz Kodzsánján főapát vezetésével. A rend fennállásának 300. évfordulóját nemcsak Velencében és Bécsben (ahol 2001. október 11-én kiállítás is nyílt), de a hivatalos jereváni hatóságok is nagy ünnepségekkel köszöntötték.

## A rend tevékenysége
Mechitár a rendet eredetileg Remete Szent Antal életpéldája és lelkisége szerint képzelte el. Ezt meg is tartotta, de Róma kívánságára a benedeki regulát is alapul vette (innen a rend egyik neve: Antoniani Benedictini Armeni (Antalos Bencés Örmények), mely nagyon meg is felelt eszméi megvalósításának.
Céljai: Isten dicsérete, az örmény nemzet szolgálata és az örmény kulturális értékek megőrzése. A kereszt által 4 mezőre osztott címerükben harang, lángoló szív, kalapács és könyv, a kereszt szárain a „vo, gen, ve és aip” „A Szent Szűz, a bűnbánat tanítómesterének fogadott fiai” név kezdőbetűit jelölik.
Az alapító szerint „vedd el egy nemzet nyelvét, és elszárad az a nemzet”, tehát a nyelv megőrzése az örmények továbbélésének biztosítéka. Ezért ott nyitottak iskolákat és nyomdákat, ahol az örménység nélkülözte saját kultúrájának eszközeit. Gimnáziumokat működtettek régen Perzsiában, a Krím-félszigeten, Erdélyben és Triesztben, ezek megszűnése után Isztambulban, Szmirnában (İzmir), Gárinban (Erzerum = Erzurum), a Van-tó mellett Musban és Trapezuntban (Trabzon), de Egyiptomban is voltak mechitaristák. Bár a régi mechitarista iskolák majdnem mind elpusztultak, üldöztetéseikben is mindenütt együtt éltek népükkel, és követték őket, ha az örmények otthonait lerombolták és elűzték őket valamelyik országból, hogy aztán missziójuk ismét virágzásnak induljon. Fiatalok tízezreit nevelték, innen (például Besigtáslján, Dzerenci, Therzján és Váruzsán kezei alól) kerültek ki az örmény irodalmi ébredés, művészetek és a szellemi élet vezetői, és vallják magukat a mechitaristák növendékeinek.
Erdély örmény városaiban is a mechitaristák tartották életben az örmény katolikus egyházat, ahonnan évszázadokon át sokan léptek be a rendbe. Köztük az írók magyarra fordították az örmény irodalom részeit, ugyanakkor a külföldi örményekkel megismertették a magyar népet és irodalmát. A 19. században templomaik voltak Erzsébetvárosban (kolostorral), Újvidéken és Péterváradon is. VII. Piusz pápa (1800–1823) érseki címet adott a mechitaristák általános apátjának.
Fontos szerepük van a papnevelésben (teológia, filozófia, természettudományok, történelem, bölcsészet oktatása). Bécsi nyomdájuk 1811 és 2000 között 50 nyelven nyomtatott könyveket. Hántesz Ámszorjá c. folyóiratuk már több mint 100 éves, és Nemzeti Kézirattár című sorozatuk 227 kötetes.
Bécsi templomuk a kolostor ékköve, a főoltáron kívül 4 oltára van, melyek közül Világosító Szent Gergely-oltára (Theophil von Hansen) nevezetesebb. Könyvtárukban több mint 120 ezer örmény és 10 ezer más nyelvű könyv, 2600 örmény kézirat (a legrégibb a 9. századból) van. Örmény folyóirattáruk a leggazdagabb a világon. Numizmatikai gyűjteményükben 8 ezer örmény és 30 ezer más érem található. Egyházi ruhák gyűjteménye mellett kézimunkákat, műalkotásokat, a képtárban a Nághás családtól Ájvázovszkijig, Örményország és a diaszpóra híres festőinek alkotásait őrzik. Az 1889 óta készített Mechitharine likőrjük receptjét egy kézirat már 1680-ban gyógyszerként közli.

## Jelenlegi szervezeteik
A velencei anyakolostoron és a bécsi kolostoron kívül állomáshelyeik:
- Róma, tanulmányi ház (2004 óta nem működik);
- Buenos Aires (Argentína), iskola;
- Jereván (Örményország), kulturális és oktatási központ;
- Sevres (Franciaország), Samuel-Mourat Örmény Kollégium;
- Bikfaja (Libanon), konvent;
- Hazmieh (Libanon), kollégium;
- Metn (Libanon), kulturális társaság;
- Haleb (Szíria), iskola;
- Tujunga (USA), iskola;
- Glendale (USA), nevelési alapítvány;
- Belmont (USA), egyházközség;
- New York (USA), Szent Anna örmény katolikus székesegyház;
- Isztambul (Törökország), iskola és kolostor;
- Budapest, lelkészség (misszió).